# Platycerus dundai miyatakei
Platycerus dundai miyatakei es una subespecie de coleóptero de la familia Lucanidae.

## Distribución geográfica
Habita en Sichuan (China).